# Willmus
Willmus is een geslacht van uitgestorven knaagdieren uit de Diatomyidae. Het geslacht is benoemd naar de fossielenjager Will Downs, de soortaanduiding is Latijn voor 'grootste'. Deze soort behoort tot de Siwalik-fauna. Hij is gevonden in de Nagri-formatie uit het Laat-Mioceen (ongeveer 11,1 miljoen jaar oud) op het Potwar-plateau. Alles wat er van dit dier gevonden is zijn twee tanden: een derde bovenkies en een melktand, waarschijnlijk een vierde valse kies.
Het is de laatste en grootste fossiele soort van de familie. De kiezen zijn ook zeer hoog. Het dier is sterk bilophodont; de kiezen bestaan grotendeels uit twee grote 'heuvelruggen'. Er zitten geen knobbeltjes aan de zijkant van de kiezen. Verder zit er geen posterior cingulum (rug op de achterkant van de kies) op de gevonden melktand.
Diatomys · Fallomus · Laotiaanse rotsrat · Willmus